# Güssinger Fehde
Als Güssinger Fehde werden die kriegerischen Auseinandersetzungen zwischen dem habsburgischen Herzogtum Österreich und Steiermark und den ungarischen Herren von Güns im deutschwestungarischen Grenzbereich im Jahr 1289 bezeichnet. In insgesamt 37 Ortschaften kam es dabei im Lauf des Jahres zu Kampfhandlungen. Die österreichischen Truppen blieben siegreich und zerstörten im Zuge der Kämpfe zahlreiche Ortschaften, die sich heute vorwiegend im österreichischen Burgenland befinden. Die eroberten Herrschaften mussten allerdings nach dem Friedensschluss von Hainburg (1291) wieder an die Günser Herren zurückgegeben werden.

## Vorgeschichte

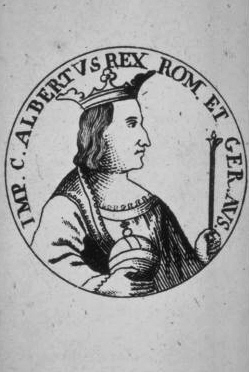
Die Truppen Herzogs Albrecht I. von Habsburg besiegten in der Güssinger Fehde die Herren von Güns.

Die Herren von Güns hatten sich im westungarischen Bereich eine Machtposition geschaffen, die dem ungarischen König Ladislaus IV. zu bedrohlich wurde. Ladislaus belagerte im Januar und Februar 1284 die im Besitz der Günser befindliche Burg Bernstein, musste die Belagerung aber erfolglos beenden. 
Der Ungarnkönig bat daraufhin Herzog Albrecht I. von Habsburg um Unterstützung im Kampf gegen die Günser. Albrecht reagierte vorerst ausweichend. Ivan (Johann I. von Güns) hielt dies für eine Schwäche des Habsburgers, fiel in österreichisches Gebiet bei Wiener Neustadt ein und missachtete dabei auch ein Friedensangebot des österreichischen Herzogs. Nun sah sich Albrecht zum Handeln gezwungen und schickte Truppen unter Hermann von Landenberg zur Burg nach Bernstein. In der folgenden Schlacht fügte Ivan dem österreichischen Heer eine vernichtende Niederlage zu und nahm zahlreiche Gefangene. Dem Herzog nötigte Ivan einen Vertrag ab, in dem Albrecht den Günsern gegenüber zum Beistand (außer gegen den ungarischen König) verpflichtet wurde. Albrecht nahm diesen Vertrag an um wenigstens die Lösegeldforderungen für die Gefangenen zu verringern.
Bereits im Jahr 1287 kam es zu erneuten Kämpfen zwischen den Österreichern und den Herren von Güns. 1289 stellte Albrecht laut der Steirischen Reimchronik des Ottokar aus der Gaal ein 15.000 Mann umfassendes Heer auf um die Günser endgültig niederzuwerfen.

## Verlauf
Dem Heer Albrechts gehörten neben Kämpfern aus Österreich und der Steiermark auch Leute der Bischöfe von Passau, Freising, Bamberg und Seckau an. Seine Truppen führten auch schweres Belagerungsgerät mit sich. Albrecht stand Ivan von Güns gemeinsam mit seinen Brüdern Heinrich, Nikolaus und Peter (Bischof von Veszprém) mitsamt deren Gefolgschaft gegenüber. Der Feldzug Albrechts, oftmals auch als Strafexpedition bezeichnet, richtete sich aber nicht nur gegen die Günser, sondern auch gegen ihre Verbündeten wie die Mattersdorf-Forchtensteiner Grafen.
Herzog Albrecht überquerte bei Wiener Neustadt die Leitha und zog gegen Mattersburg. Im Zuge der Belagerung von Mattersburg ließ Ivan dem Herzog ein Friedensangebot übermitteln, welches dieser ablehnte. Mattersburg wurde von den Truppen Albrechts eingenommen und am 17. oder 18. Mai 1289 zogen sie weiter nach Süden um die nächsten Festungen zu erobern. Im Verlauf der Kampfhandlungen und Brandschatzungen wurden vier Burgen (darunter Burg Eckendorf) und unzählige Ortschaften vollkommen zerstört und in die Gewalt des Herzogs gebracht. Burg Bernstein, auf die sich Ivan zurückgezogen hatte, konnte allerdings nicht eingenommen werden.
Nach einer Unterbrechung der Kampfhandlungen im Herbst 1289 wandte sich Albrecht schließlich mit seinem Heer gegen den Hauptsitz seiner Gegner, nach Güns. Ivan ließ die Lebensmittelvorräte aus der Umgebung in die Burg bringen, um die Belagerer auszuhungern, und es gelang ihm, hundert Schildknechte des Gegners zu töten. Die Bewohner von Güns waren in die Burg geflohen. Albrecht ließ die verlassene Stadt anzünden. Eine Zeit lang konnte die gut befestigte Burg den Belagerern widerstehen. Die Günser wehrten sich mit abgeworfenen Bränden gegen Rammböcke und setzten sogar wild gemachte Bienenschwärme gegen den Feind ein. Am 1. November 1289 aber waren die Günser besiegt.

## Nach dem Sieg Albrechts

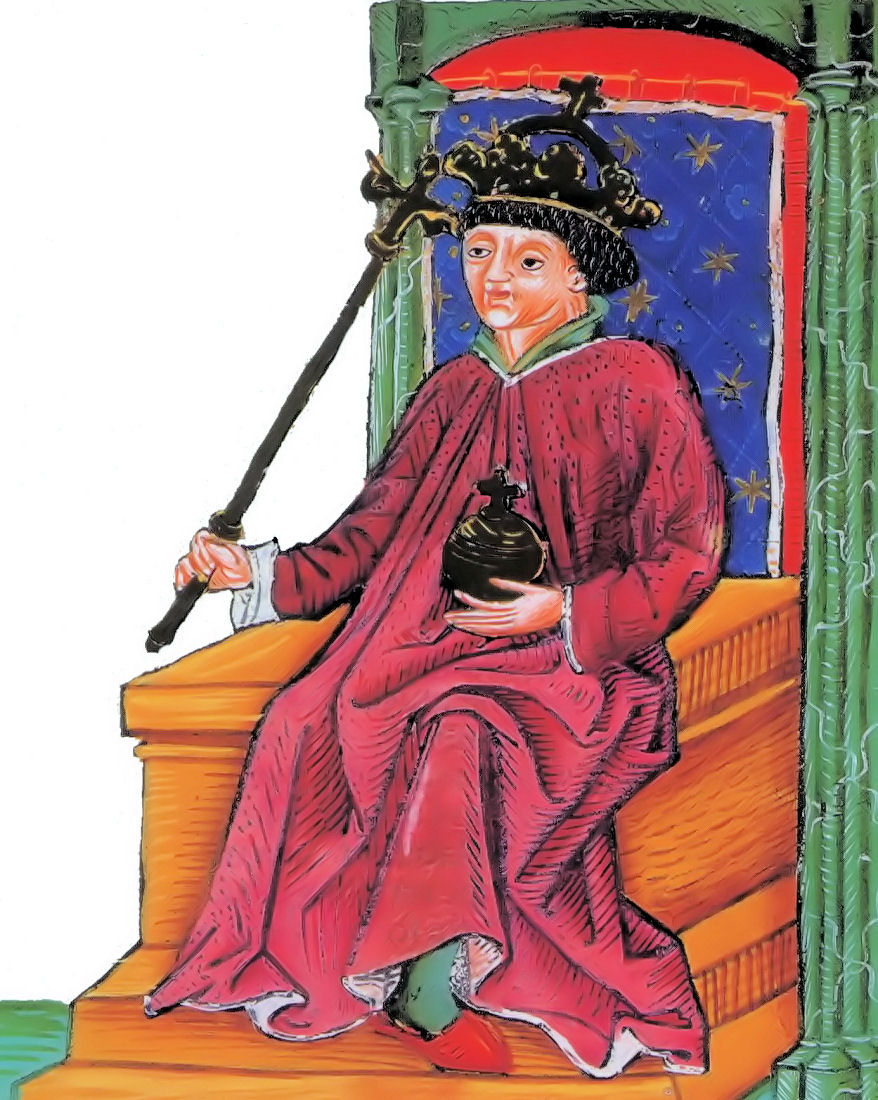
Nach dem Friedensschluss mit dem ungarischen König Andreas III. mussten die eroberten Herrschaften an die Günser Herren zurückgegeben werden.

1290 wurde Andreas III. Nachfolger von Ladislaus als ungarischer König. Ivan unterstützte Andreas und hatte daher wieder Rückendeckung vom ungarischen König. Andreas fiel in Österreich ein und ging in Verhandlungen mit Herzog Albrecht. Am 26. August 1291 kam es zum Friedensschluss von Hainburg, womit die Güssinger Fehde endgültig beendet wurde. Zwei Tage später, am 28. August 1291 in Pressburg wurde Frieden zwischen Albrecht und dem Königreich Ungarn geschlossen. Die Friedensvereinbarungen beinhalteten unter anderem die Rückgabe der eroberten Herrschaften an die Günser, die Anerkennung der Grenzen vor der Okkupation und den Verzicht Herzog Albrechts auf die ungarische Königskrone. Weiters wurde im Hainburger Frieden die Zerstörung der an der Fehde beteiligten Burgen vereinbart, was allerdings nur zum Teil umgesetzt wurde.